# Dipendenza da zuccheri
Con il termine dipendenza da zuccheri, in inglese, sugar addiction o sugar craving, si indica una condizione comportamentale in cui si desidera compulsivamente alimenti dolci e risulta complesso per l'individuo regolarne l'assunzione, provocandone sintomi di craving e astinenza, simili ad altre dipendenze. Tuttavia non è un termine medico e non è attualmente inserito nel Manuale Diagnostico dei disturbi mentali (DSM). In studi animali, lo zucchero ha mostrato più sintomi di dipendenza di quelli richiesti per classificare solitamente una sostanza d'abuso, tuttavia sull'uomo il meccanismo presenta interazioni più complesse. Vari studi hanno valutato il potenziale ruolo dello zucchero tra le "food addiction" poiché lo zucchero ha dimostrato di essere una sostanza che rilascia molecole oppioidi endogeni e dopamina . Inoltre quando la dopamina cala, l’aumento di acetilcolina contribuisce a disagio emotivo e alla spinta alla compulsione. Questo, se l’assunzione è ripetuta, può portare cambiamenti neurochimici nel cervello simili a ciò che accade con alcune sostanze d'abuso.

## Lo zucchero: tra natura e industria alimentare
lo zucchero è presente in natura in alimenti come frutta e verdura (zuccheri intrinseci), e in forma raffinata in saccarosio e nello sciroppo di mais ad alto fruttosio (HFCS), un dolcificante industriale usato in bibite, prodotti da forno, bevande gassate, salse, snack etc.
Le evidenze scientifiche dimostrano che soluzioni zuccherine (saccarosio, glucosio) producono oppioidi, molecole che sono efficaci nell'alleviare il dolore durante procedure mediche singole (pungidito, iniezioni) e nei neonati sani.
La Food and Drug Administration(FDA) statunitense classifica il saccarosio come sostanza "Generalmente Riconosciuta come Sicura" (GRAS) ma a dosi elevate il rischio di dipendenza potrebbe evidenziarsi, pertanto il Center for Science in the Public Interest(CSPI) ha presentato una petizione con il fine di rimuovere lo status "GRAS" per prodotti con quantità eccessive di zucchero. Tuttavia, la richiesta non è stata accettata e le aziende continuano ad utilizzare zuccheri in quantità elevate in prodotti processati. L'industria alimentare, talvolta, utilizza il bliss point, il "punto di massima gratificazione sensoriale" per creare prodotti che attivano i circuiti di ricompensa del cervello e rilasciano dopamina, così da stimolare il consumo ripetuto dei prodotto. Le aziende cercano di stimolare più sensi simultaneamente, ottimizzando i livelli di zuccheri e di grassi ed esaltano la sapidità e la gustabilità di bibite, snack, salse e dolci industriali. Secondo alcuni ricercatori, il consumo eccessivo di zucchero può contribuire all'aumento globale di obesità, diabete, malattie infiammatorie e cardiovascolari. In questo contesto, le tasse sulle bibite zuccherate sono emerse come uno strumento atto a incentivare la riduzione del consumo di zucchero eccessivo, usando i ricavi per iniziative di prevenzione ed educazione nutrizionale.

## Eccesso e restrizione di carboidrati
Nonostante il consumo eccessivo di zuccheri non sia ottimale, in normali quantità i carboidrati sono macronutrienti essenziali. Il glucosio è il principale carburante per il consumo energetico dei mammiferi, inoltre un organismo umano dipende da stabili livelli di glucosio nel sangue. Tuttavia, quando l’apporto di glucosio è limitato, i corpi chetonici e gli amminoacidi possono essere utilizzati per produrre abbastanza ATP.
I casi di dipendenza da zuccheri, amplificati da strategie delle industrie alimentari, sembrano essere rilevanti. Questo a sua volta ha generato in alcuni individui timori eccessivi riguardo al consumo di carboidrati, alimentando reazioni estreme e rigide quali la fobia dei carboidrati e l’adozione di diete zero-carb. Tali comportamenti sono spesso alimentati da contenuti mediatici sensazionalistici, i quali spesso ignorano che il problema non risiede nei carboidrati in sé, ma nel loro consumo eccessivo e combinato con grassi trans-industriali in modi specifici.
Le linee guida internazionali dell'Organizzazione Mondiale della Salute(OMS) raccomandano un equilibrio, privilegiando carboidrati complessi (cereali integrali, legumi, frutta e verdura) e diminuendo l’apporto di zuccheri raffinati in alimenti processati (snack, succhi industriali, salse, barrette energetiche, bibite etc).

## Fattori neurochimici
Durante l’assunzione di zuccheri o di altri stimoli piacevoli i livelli di endocannabinoidi nel cervello aumentano, influenzando l’attivazione dei neuroni dopaminergici. Il consumo di zuccheri attiva infatti il sistema di ricompensa mesocorticolimbico del cervello che rilascia dopamina in modo simile a molte sostanze d'abuso, con lo scopo di ripetere esperienze che ci danno piacere. A livello cerebrale, il sesso e il cibo, compreso lo zucchero sono esperienze gratificanti, essenziali per la nostra sopravvivenza. Tuttavia, la sovrastimolazione da una sostanza e/o da un comportamento può far sì che il cervello compensi riducendo i recettori della dopamina

## Fattori psicologici
In uno studio, dopo l’assunzione di zucchero è stato più complesso per il sistema di autocontrollo del cervello bloccare altri comportamenti impulsivi e regolarsi, in quanto domina il circuito motivazionale della ricompensa. Una dieta ricca di zuccheri raffinati e grassi potrebbe avere effetti sulle funzioni cognitive quali memoria, apprendimento e navigazione spaziale nell’ippocampo.  Un aumento del consumo di zuccheri a lungo termine è stato correlato a sintomi di ansia e/o umore depresso, e difficoltà nella concentrazione e motivazione.

## Fattori genetici ed epigenetici
Genetica
Già negli anni '70 si osservò che i fumatori generalmente aggiungevano più zucchero nelle loro bevande (té o caffé) rispetto ai non fumatori. Studi successivi hanno mostrato che il consumo di zuccheri e di altre sostanze può essere collegato a differenze genetiche nell'emotività, nell'impulsività e nella risposta alle novità.
Il fenotipo Sweet Decrease Liking (SDL) descrive una tendenza a preferire alimenti dolci fino a un certo livello di dolcezza. Se la concentrazione di zucchero supera un certo limite, il piacere provato diminuisce. Pertanto alcune persone sarebbero geneticamente meno predisposte al consumo di zuccheri. Al contrario altri individui hanno un profilo Sweet Liking (SL), mostrando una preferenza per alimenti più dolci. Tuttavia, bevande come la Coca-Cola Classica, con una concentrazione di zucchero di 0.33M, risultano generalmente gradevoli a entrambi i fenotipi. A tal proposito, studi collegano il consumo compulsivo di bibite e cibi iperpalatibili a tratti come impulsività e stress, suggerendo che la combinazione di fattori genetici e ambientali possa influenzare l'assunzione di zucchero e altri cibi. Ad esempio, uno studio recente ha dimostrato che un'eccessiva assunzione di zuccheri (150% del fabbisogno energetico) dopo una settimana di dieta iperzuccherina, ha alterarato la metilazione del DNA nello sperma umano influenzando geni legati a processi di fertilità. Tuttavia, si necessitano ulteriori studi.

### Microbioma
la dipendenza da cibo è un comportamento che riflette alterazioni nelle interazioni cervello-intestino. L'esposizione a cibi iperpalatabili (ricchi in zuccheri e grassi) e il loro marketing, durante l'infanzia possono influenzare le preferenze per sapori intensi modificando il microbiota intestinale e aumentando il rischio di craving e consumo compulsivo in età adulta. Infatti, un consumo eccessivo di zuccheri può ridurre la diversità batterica favorendo la crescita di Proteobatteri pro-infiammatori, a scapito di specie benefiche come i bacteroides.
Secondo studi su modelli animali, queste alterazioni potrebbero favorire un accumulo di grasso nel fegato (steatosi) e un maggior rischio di disfunzioni metaboliche

## Trattamento
Il consumo compulsivo di zuccheri è influenzato da fattori neurobiologici, psicologici e sociali ed è associato ad un rischio più alto di diabete di tipo 2, sindromi metaboliche, depressione, declino cognitivo, ipertensione, colesterolo alto, cancro al colon e alle cavità dentali. Non sono ancora presenti trattamenti specifici per la dipendenza da zuccheri. Tuttavia, alcuni ricercatori propongono la Terapia cognitivo-comportamentale al fine di riconoscere i meccanismi di craving innescati dal marketing e sviluppare strategie di coping, combinazione di farmaci modulatori della dopamina come naltrexone e bupropione, interventi educativi e di consapevolezza, tecniche comportamentali di definizione di obiettivi.